# Gerhard Johann von Löwenwolde
Gerhard Johann von Löwenwolde (russisch Лёвенвольде, Герхард Иоганн; † 15. Apriljul. / 26. April 1723greg. in Malla) war Generalbevollmächtigter Peters I. in Livland und Estland.

## Leben

### Herkunft und Familie
Gerhard Johann entstammte dem deutsch-baltischen Adelsgeschlecht Löwenwolde. Seine Eltern waren der schwedische Kapitän und Erbherr auf Malla Christoph Bernhard von Löwenwolde und Isabella Urquhart, eine Tochter des schwedischen Obersts John Urquhart aus Schottland und von dessen Ehefrau Isabella Kenmure-Gordon.
Er vermählte sich 1680 in Reval mit Magdalena Elisabeth von Löwen. Aus der Ehe gingen eine Tochter und drei Söhne hervor:
- Charlotte von Löwenwolde, ⚭ Behrend Friedrich von Schlippenbach auf Alt Bornhusen († 1745)
- Gustav Reinhold von Löwenwolde (1693–1758), Oberhofmeister der Kaiserin Katharina I.
- Karl Gustav von Löwenwolde († 1735), Oberst der Ismailow-Garde, Stallmeister der Kaiserin Anna
- Friedrich Kasimir von Löwenwolde († 1769), kaiserlicher General der Kavallerie

1726 bzw. 1730 wurden die drei Brüder in den Grafenstand erhoben, keiner von ihnen setzte jedoch die Stammlinie fort.

### Werdegang
Löwenwolde war 1686 Kapitän in schwedischen Militärdiensten und avancierte 1688 zum Major. Er war mit Johann Reinhold von Patkul (1660–1707) befreundet und arbeitete auch eng mit diesem zusammen. Infolgedessen wurde er 1695 verhaftet und zum Tode verurteilt, jedoch begnadigt. 1698 war er Hofmarschall des Herzogs von Kurland, Ferdinand Kettler, wechselte dann aber in sächsische Dienste und wurde 1703 Geheimer Kriegsrat. 1709 wechselte er in russische Dienste und wurde Wirklicher Geheimer Rat. Als solcher war er Generalbevollmächtigter Peters I. in Livland und Estland, wo er dank umfassender Machtbefugnisse sowohl die Privilegien des deutschen Adels sichern als auch einige Reformen, wie den Bau von Poststationen anstoßen konnte. Er gehörte 1713 zum Hofstaat der Gemahlin des Thronfolgers Alexei und war ebendort 1711 bis 1721 Oberhofmeister.
Löwenwolde war Erbherr auf den Gütern Ayasch in Livland und Malla in Estland.